# Miłość i odpowiedzialność
Miłość i odpowiedzialność – studium etyczne miłości i małżeństwa autorstwa ks. bp. Karola Wojtyły. Pierwsze wydanie zostało przygotowane staraniem Towarzystwa Naukowego KUL w Lublinie w 1960 roku. Następnie książkę wielokrotnie wydawano w Polsce, jak również w innych krajach, między innymi w USA, Niemczech, we Włoszech, w Hiszpanii, we Francji, w Rosji, a nawet w Japonii.

## Okoliczności powstania książki
Impulsem dla młodego profesora KUL-u do napisania książki były wykłady z etyki, które prowadził w latach 50. Obok rozmów ze studentami przy okazji wykładów, Ks. Wojtyła zebrał także grupę ok. 20 młodych, którzy zaczęli mówić o sobie Rodzinka. Spotykali się na modlitwie, dyskusjach filozoficznych, pomocy niewidomym i chorym. Grupa urosła później do ok. 200 osób, a ich działalność poszerzyła się o wakacyjne wyprawy kajakowe i narciarskie. Te spotkania i dyskusje z młodymi dały Wojtyle materiał do napisania książki. Miłość i odpowiedzialność jest zatem owocem nieustannej konfrontacji życia i refleksji intelektualnej. Tego, co objawiło się w wyniku rozmów o doświadczeniach osobistych młodych ludzi, w ich świadectwach o miłości, i pewnych pojęć i twierdzeń natury filozoficznej i teologicznej. Według słów samego autora przedmiotem analiz przedstawionych w książce jest:

przede wszystkim osoba poddana oddziaływaniu popędu seksualnego, następnie miłość, między mężczyzną i kobietą, która wzrasta na podłożu tego popędu, następnie cnota czystości, która jest koniecznym elementem tej miłości, i ostatecznie sprawa małżeństwa i powołania. (z przedmowy Autora do pierwszego wydania z 1960 r.)

## Główne myśli

### Wyjątkowa natura osoby ludzkiej
Wojtyła w swoich rozważaniach wychodzi od podkreślenia wyjątkowości człowieka wśród innych bytów, ta wyjątkowość powoduje godność, a jednocześnie zobowiązanie go do doskonałości. Sfera seksualna człowieka nie jest więc problemem ciała, lecz całej osoby ludzkiej. Człowiek jako wyjątkowa istota obdarzona życiem wewnętrznym pragnie prawdy i dobra. Człowieka angażują dwa problemy – problem ostatecznej celowości wszystkiego oraz problem moralny – jak być dobrym i posiąść pełnię dobra. Wyjątkowa natura człowieka musi zaznaczać się w jego relacjach z rzeczami i osobami.

### Utylitaryzm – „używanie”
Takiemu rozumieniu sprzeciwia się utylitaryzm, Wojtyła zaznacza, że był on zawsze obecny, lecz teraz jest uświadomiony i programowo sprecyzowany. Pragnienie bycia szczęśliwym jest pragnieniem każdego człowieka, lecz niebezpieczeństwem jest użycie do tego celu drugiej osoby jako przedmiotu w realizacji „swojego szczęścia”. Program utylitaryzmu maksimum przyjemności, minimum przykrości jest sprzeczny ze strukturą czynów ludzkich, gdyż to co moralnie dobre często łączy się z wyrzeczeniem. Tutaj autor wprowadza słowo „używanie”, jako określenie egoistycznego uprzedmiotowienia człowieka, które jest przeciwieństwem altruizmu – miłości.

### Norma personalistyczna
Na podstawie kultury katolickiej Wojtyła sformułował personalistyczną koncepcję miłości . Człowiek jest zobowiązany do bezwarunkowego miłowania drugiego człowieka i bynajmniej nie chodzi tutaj tylko o dwie osoby darzące się uczuciem, ale o wszelkie relacje międzyludzkie. To zobowiązanie, rozpatrywane przez Wojtyłę w duchu personalizmu i nazwane dlatego „normą personalistyczną”, dotyczy całego człowieka, ujętego jako integralna (duchowo-cielesna) osoba ludzka, niezależnie od sytuacji społecznej, gdyż nawet małżeństwo może stać się zalegalizowanym używaniem. „Norma personalistyczna” odsłania oczywistą i niezbywalną godność osoby i domaga się konsekwencji we wszelkich sferach życia, w tym także seksualnej.

### Początek i natura miłości

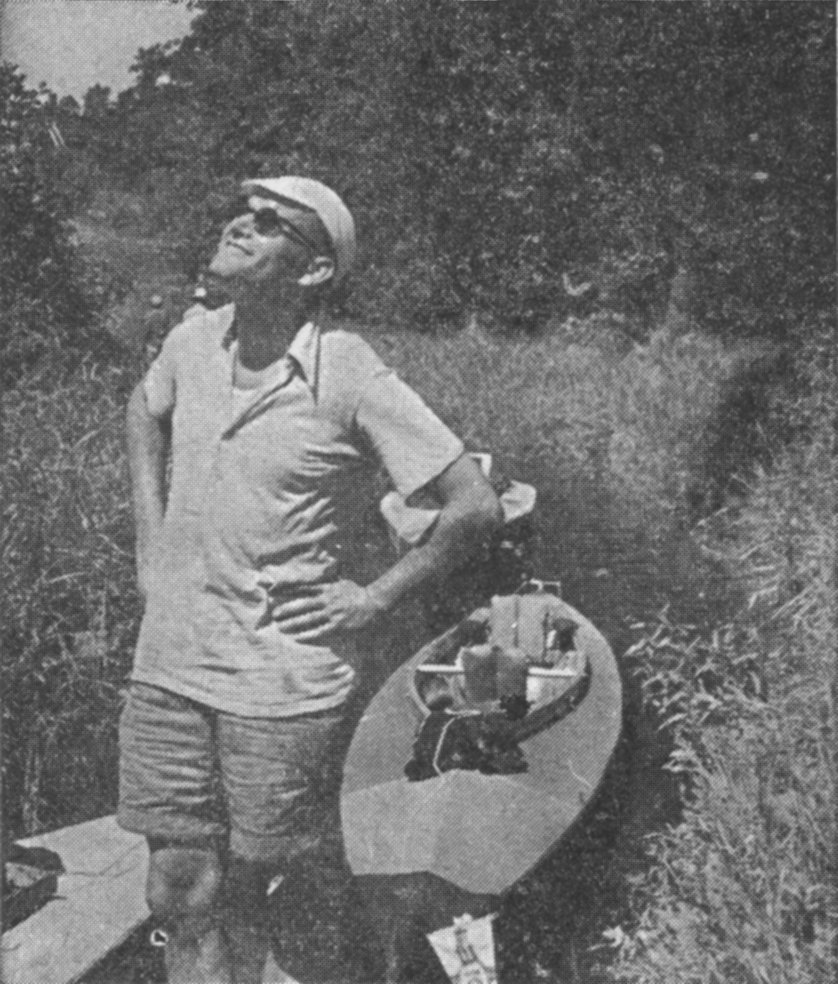
Bp Karol Wojtyła, filozof i duszpasterz, w czasie spływu kajakowego. Wakacyjne wyprawy były dla niego czasem dialogu z młodymi i kształtowania się jego fenomenologii miłości.

Natura i rozwój miłości między mężczyzną i kobietą analizowana jest przez Autora w trzech aspektach: metafizycznym, psychologicznym i etycznym.
Analizy pokazują rozwój relacji miłości: od poziomu zmysłowego poprzez uczucia do miłości duchowej. Pełnia miłości jest integracją tych trzech poziomów.

#### Poziom zmysłowy
Zazwyczaj miłość rodzi się na podłożu popędu seksualnego. W bezpośrednim zetknięciu się mężczyzny i kobiety zawsze zachodzi jakieś wrażenie zmysłowe, do którego często dołącza się wzruszenie, gdyż reprezentują oni dla siebie wzajemnie pewną wartość. Wzruszenie może być także spowodowane wartościami duchowymi, jednak zazwyczaj w przypadku bezpośredniego spotkania kobiety i mężczyzny przeważa wzruszenie wartościami podpadającymi pod zmysły. Można mówić o przeżyciu piękna, np. piękna ciała. Piękno jest zasadniczo przedmiotem poznania kontemplacyjnego, wywołuje w człowieku radość, którą Augustyn z Hippony określał mianem frui, nie ma więc charakteru używania, czyli konsumpcyjnego. Zmysłowość jednak, która budzi się pod wpływem wartości seksualnej drugiej osoby, ma charakter bardziej skłonny do używania. Dlatego właściwie przeszkadza ona w przeżyciu piękna. Ciało kobiety dla zmysłowości mężczyzny jawi się przede wszystkim „jako przedmiot użycia”. Ponieważ ta reakcja zmysłowości jest spontaniczna, odruchowa, nie można mówić, że jest moralnie zła, jest poniekąd naturalna. Jednak osoba ludzka nie może być przedmiotem użycia, dlatego reakcja sumienia na poruszenia zmysłowości jest czymś łatwo zrozumiałym. Nie można też zmysłowości, jako takiej, nazywać jeszcze miłością, choć jest ona tworzywem oblubieńczej miłości małżeńskiej. Może jednak równie dobrze stać się przeciwieństwem miłości, gdyż jest zupełnie ślepa na osobę a zwraca się wszędzie tam, gdzie „pojawi się możliwy przedmiot użycia”. Przedmiot ten może być dostarczony przez zmysły zewnętrzne, np. dotyk, wzrok, ale może też go dostarczyć wyobraźnia czy pamięć. Można zatem nawiązać kontakt z „ciałem” osoby fizycznie nieobecnej.

#### Poziom uczuć
Wzruszenie związane ze spotkaniem mężczyzny i kobiety, oprócz poziomu zmysłowego ukierunkowanego ku przeżyciu wartości ciała jako przedmiotu użycia, może być doświadczane na poziomie uczuć. Przedmiotem przeżycia emocjonalnego będzie wtedy „męskość”, wywołująca wrażenie „siły” i „kobiecość”, wraz ze swym „wdziękiem”. Reakcja uczuciowa jest podobna do zmysłowej w postawie, ale różni się co do treści. Jednak uczuciowość – która wyraża się poprzez czułość – nie jest konsumpcyjna, wydaje się być wolna od pożądania w tym znaczeniu, co zmysłowość. Jest w niej natomiast pragnienie bliskości i zbliżenia, a równocześnie wyłączności i intymności. Z tego względu często utożsamia się ją mylnie z miłością duchową.
Istnieje pewna rozbieżność psychologiczna między mężczyzną i kobietą co do ich udziału w tej miłości: mężczyzna jest bardziej zmysłowy, kobieta jest bardziej uczuciowa. Jest ona skłonna do uznania jeszcze za przejaw miłości uczuciowej tego, w czym mężczyzna już uświadamia sobie wyraźnie działanie zmysłowości oraz chęci użycia. Ta większa zdolność mężczyzn do obiektywizacji wiąże się z ich większą odpowiedzialnością za kształt miłości.
Na tym poziomie często dochodzi do idealizacji drugiej osoby, uczucie każe „wkładać” w osobę ukochaną wiele wartości, których ona sama w sobie nie musi koniecznie posiadać. Konsekwencją tego jest później rozczarowanie, a czasem wręcz nienawiść.

#### Poziom ducha
To nie ciało i zmysły są zasadniczą treścią miłości, jest ona zawsze jakąś sprawą wnętrza i ducha. Wolna wola jest tą „ostatnią instancją”, bez której miłość nie ma w sobie pełnej osobowej wartości. Miłość potrzebuje wolności, ta zaś możliwa jest jedynie dzięki prawdzie. Pożądanie zmysłowe oraz zaangażowanie uczuciowe mają swoją wewnętrzną prawdziwość. Jest to jednak prawda subiektywna, zależna od danej osoby doświadczającej doznań i uczuć. Jest ona potrzebna, miłość wymaga jednak także prawdy obiektywnej. Dotrzeć do niej można w drodze analizy etycznej.
Prawda obiektywna domaga się przede wszystkim rozpoznania i afirmacji wartości osoby. Wartość ta jest różna względem wartości wrodzonych lub nabytych, które tkwią w osobie, jak np. jej zdolności, cechy charakteru, piękno fizyczne itp. Różni się też od wartości seksualnej, gdyż płeć jest tylko właściwością osoby, a nie całą osobą. Tak rozumiana wartość osoby jest uprzednia wobec wszystkich innych jej wartości. Uczucie – skupiające się tak mocno wokół „kobiecości” i „męskości” – jeśli nie jest zintegrowane z afirmacją osoby, może się z czasem wyczerpać w świadomości emocjonalnej tak mężczyzny, jak i kobiety.

### Potępienie sytuacjonizmu
Wojtyła potępia sytuacjonizm. Musi on zostać odrzucony, ponieważ gdyby go przyjąć, to wtedy każde stadium miłości byłoby normą działania i niemożliwa byłaby głęboka miłość. Sytuacjonizm jest więc niezgodny z doświadczeniem, dlatego człowiek potrzebuje prawdy obiektywnej. Aby odkryć pełnię miłości trzeba najpierw osiągnąć pełnię etyczną. Afirmacja wartości drugiej osoby musi znaleźć się u podstaw wszystkiego.

### Miłość jako bezwarunkowy wybór osoby
Wojtyła pisze, że moralna siła prawdziwej miłości leży w pragnieniu szczęścia, czyli dobra dla drugiej osoby – to zmusza do nieustannego wysiłku i jak mówi autor „każe nawet złym osobom szukać dobra”. Miłość jest czymś, co pozwala na wyzbycie się egoizmu, pozwala na oddanie się z miłości drugiej osobie. Miłość wzajemna dwóch osób nie może się narodzić inaczej, jak tylko poprzez pewną ofiarę i zaparcie się samego siebie.
Zostaje to precyzyjnie ujęte w toku analizy miłości budowanej w kilku perspektywach metodologicznych: najpierw psychologicznej, a w końcu metafizycznej. Z rozważań tych autor wysnuwa doniosłe pojęcie miłości oblubieńczej – jako tej najpełniejszej, ogarniającej fascynację seksualną, uczucie, a w końcu rozpoznanie drugiej osoby jako metafizycznego dobra.

### Wypaczenia miłości
Wszelkie wypaczenia miłości to dezintegracja, częściowe, a nie całościowe pojmowanie człowieka – może to być pożądliwość ciała, wówczas człowiek widzi tylko ciało, a nie osobę, ale także egoizm, który może przyjąć dwie postaci. Pierwsza łatwo widoczna postać to egoizm uczuciowy – swoista zabawa cudzym uczuciem, drugą postacią, o wiele łatwiejszą do ukrycia jest egoizm zmysłów – pozorna miłość dążąca do zaspokojenia tylko swoich potrzeb. Podkreśla także rolę całościowego wychowania, gdyż tylko takie wychowanie jest wychowaniem do prawdziwej miłości.
Bardzo wyraźnie także zwraca uwagę, że dzisiejszy kryzys miłości jest wynikiem kryzysu cnoty, który jest wynikiem wypaczonego stosunku do wartości. Źródła tego kryzysu upatruje w słabej woli, a ona z kolei prowadzi do niedorozwoju etycznej istoty miłości.

### Godność ciała
Wojtyła rozpoznaje człowieka jako osobę integralną, czyli harmonijne połączenie ciała i duchowości. Jest tak zgodny z antropologią Biblii, także z humanizmem chrześcijańskim św. Tomasza z Akwinu. Więc nie deprecjonuje wartości ciała, lecz przywraca mu właściwe miejsce. Wartość ciała staje się cząstką miłości osoby. Prawdziwym dobrem pożądanym w miłości dwóch osób jest osoba, także zatem ciało, lecz nie tylko ciało. Jest to zalążek nowatorskiej, nazwanej tak, „teologii ciała”, którą autor po latach, już jako Jan Paweł II, przedstawi w książce Mężczyzną i niewiastą stworzył ich.

### Natura małżeństwa
Małżeństwo ma naturę monogamiczną, gdyż taka jest natura osobowej miłości mężczyzny i kobiety. Nierozerwalna natura sakramentu wynika z natury samego człowieka. Małżeństwo jako instytucja mająca specyficzną strukturę inter-personalną jest właściwym środowiskiem dla relacji intymnych i dla zbudowania rodziny, w kontekście życia społeczeństwa.

### Miłość w życiu osób konsekrowanych
Powołanie do życia w czystości nie pomniejsza znaczenia miłości – jest ono także relacją do, tylko w tym przypadku do osoby pisanej przez duże O, i musi spełniać wszystkie kryteria prawdziwej miłości międzyosobowej.

## Streszczenie
Książka Miłość i odpowiedzialność została podzielona przez autora na pięć działów: Osoba a popęd, Osoba a miłość, Osoba a czystość, Sprawiedliwość względem Stwórcy oraz ostatni dział Seksuologia a etyka, dodany przez Wojtyłę jako spojrzenie uzupełniające.
W pierwszym rozdziale autor dokonuje analizy osoby jako podmiotu i przedmiotu. Po głębokiej analizie słów podmiot i przedmiot przechodzi do analizy słowa osoba. Analiza taka jest potrzebna do dalszych rozważań nad człowiekiem i problematyką katolickiej etyki seksualnej o której książka traktuje. Autor konkluduje:

[...]Człowiek nie jest bowiem tylko podmiotem działania, ale bywa również jego przedmiotem. Co krok zdarzają się takie czyny które mają za przedmiot drugiego człowieka.[...] Dlatego też naprzód wypadło bodaj pokrótce zdać sobie sprawę z tego, kim jest ten, kto działa – podmiot, oraz ten do kogo działanie się zwraca – przedmiot działania. Trzeba teraz dobrze rozważyć zasady, do których musi się stosować działanie człowieka gdy jego przedmiotem jest druga osoba ludzka.[...] (por. s. 26)

I właśnie owe zasady postępowania wobec drugiej osoby jako przedmiotu działania Autor opisuje w kolejnych rozdziałach książki, gdzie szczegółowo analizuje słowo „używać”. Przy okazji tych rozważań Autor podaje definicję miłości, która jest przeciwieństwem używania osoby jako środka do celu:

[...] Wiadomo bowiem, że można dążyć do tego, ażeby druga osoba chciała tego samego dobra, którego ja chcę. Rzecz jasna, iż ten mój cel musi ona poznać i uznać za dobro, musi go uczynić również swoim celem. Wówczas pomiędzy mną a tą osobą rodzi się szczególna więź: więź wspólnego dobra i wspólnego celu, który nas łączy. Ta szczególna więź nie ogranicza się do tego tylko, że razem dążymy do wspólnego dobra, ale jednoczy „od wewnątrz” osoby działające – i wówczas stanowi ona istotny rdzeń wszelkiej miłości. W każdym razie żadna miłość między osobami nie da się pomyśleć bez jakiegoś wspólnego dobra które je łączy. To właśnie dobro jest równocześnie celem, jaki obie te osoby wybierają. Świadome wspólne wybieranie celu przez różne osoby sprawia, że stają one względem siebie na równi, a przez to samo wykluczają, aby któraś z nich podporządkowywała sobie inną. Obie natomiast (chociaż osób związanych wspólnym celem może być więcej niż dwie) są niejako równomiernie i równorzędnie podporządkowane owemu dobru, które stanowi wspólny cel.[...] (por. s. 31)

Po przeprowadzeniu tej głębokiej analizy autor przechodzi do interpretacji popędu. Karol Wojtyła pisze, że popęd seksualny nie istnieje w oderwaniu od konkretnego człowieka, lecz nie stanowi konkretnych wykończonych działań, stanowi tylko do takich tworzywo. Osoba może używać popędu według własnego uznania, może nim dysponować. Autor również ukazuje popęd w świetle różnych interpretacji.
W kolejnym dziale „Osoba a miłość”, autor analizuje samo słowo „miłość” oraz przedstawia różne oblicza miłości. Miłość jako upodobanie według Karola Wojtyły jest najściślej związana z poznaniem umysłowym.

[...]Upodobanie to nie tylko myślenie o jakiejś osobie jako o dobru, upodobanie to zaangażowanie myślenia w stosunku do tej osoby jako do pewnego dobra.[...] (por. s. 71)

Miłość jako pożądanie, jak pisze Autor, nie sprowadza się do samych pożądań, jest pragnieniem dobra dla siebie, jednak gdyby sama miłość nie wychodziła ponad pożądanie, byłaby zła i niepełna, dlatego musi być niejako uzupełniana miłością rozumianą jako życzliwość, która nie pozwala pragnąć osoby jako dobra dla siebie, trzeba przede wszystkim pragnąć również dobra drugiej osoby. W tej części książki Autor porusza również problematykę miłości oblubieńczej, zmysłowości oraz przeprowadza analizę etyczną miłości.
Kolejnym działem jest Osoba a czystość. Autor opisuje tu między innymi takie zagadnienia jak: pożądliwość ciała, pełny sens czystości. Przedstawia również metafizykę wstydu oraz problematykę wstrzemięźliwości. Opisując pełny sens czystości Autor powołuje się na Arystotelesa i św. Tomasza z Akwinu. W książce czytamy, że czystości nie sposób pojąć bez cnoty miłości która wyzwala od postawy użycia, która nie wynika z samej zmysłowości tylko z subiektywizmu wartości, który stwarza warunki egoizmowi uczuć i zmysłów. Zjawisko wstydu Autor obserwuje związek wstydu z osobą którego rozwój idzie w parze z rozwojem osobowości. Wstyd związany z ciałem jest w pewnej mierze wstydem ciała. Miłość nie znosi wstydu seksualnego ponieważ wstyd stanowi naturalną obronę osoby przed zepchnięciem jej na poziom przedmiotu używania seksualnego. Dla miłości istnieje afirmacja wartości osoby w której wola osoby miłującej dąży do dobra osoby miłowanej. W absorpcji wstydu przez miłość nie chodzi tylko o zniesie i przeżycia wstydu, ale o wchłonięcie zaabsorbowanie go przez prawdziwą miłość.
Karol Wojtyła podejmuje także tematykę małżeństwa, nierozerwalności małżeństwa, wiele miejsca poświęca również aktowi małżeńskiemu oraz porządkowi który jest z nim związany. Problem małżeństwa ujęty jest zgodnie z normą personalistyczną, która z zasady jest w zgodzie jedynie z monogamią i nierozerwalnością małżeństwa, stoi natomiast w opozycji do licznych patologii, takich jak związki jednego mężczyzny z wieloma kobietami i jednej kobiety z wieloma mężczyznami, czyli wszelkimi formami poligamii oraz rozerwalnością małżeństwa:

[...] we wszystkich tych przypadkach osoba zostaje postawiona w sytuacji przedmiotu użycia dla drugiej osoby. Wobec tego samo małżeństwo jest tylko (a w każdym razie przede wszystkim) taką instytucją w ramach której realizuje się używanie seksualne mężczyzny i kobiety, ale nie realizuje się trwałe zjednoczenie osób oparte na wzajemnej afirmacji wartości osoby.[...] (por. s. 189–190)

Każdy akt małżeński musi posiadać swoją wewnętrzną sprawiedliwość, bez tej sprawiedliwości nie ma pełnego zjednoczenia małżonków w miłości. W tym miejscu Autor wyjaśnia problem dostosowania współżycia seksualnego do normy personalistycznej.

We współżyciu małżeńskim mężczyzny i kobiety dokonuje się więc spotkanie dwóch porządków: porządku natury zmierzającemu ku rozrodczości oraz porządku osobowego, który wyraża się w miłości osób i dąży do jak najpełniejszej jej realizacji. Tych dwóch porządków niepodobna rozdzielić, jeden zależy od drugiego, w szczególnej mierze odniesienie rozrodczości (procreatio) warunkuje realizację miłości.[...] (por. s. 203–204)

Widać tutaj, że natura zmierza do rozrodczości a rozrodczość jest związana z płodnością. Dlatego para małżeńska podejmując akt małżeński musi założyć, że mogą dać życie nowej osobie. Bez takiego założenia ich stosunek nie jest wzajemnie usprawiedliwiony:

„[...] jest wręcz niesprawiedliwy [...], ale wzajemna miłość oblubieńcza wręcz domaga się pełnego zjednoczenia osób. Zjednoczenie osób w akcie małżeńskim dokonuje się wówczas gdy towarzyszy mu świadomość rodzicielstwa. Ta świadomość decyduje o realizacji porządku osobowego w akcie małżeńskim.

## Znaczenie
Publikacja książki Miłość i odpowiedzialność wywołała oskarżenia adresowane pod adresem Wojtyły: „jak to możliwe, że takie świństwa pisze biskup”. Z młodym wykładowcą nie zgadzała się także znaczna część kadry naukowej samego uniwersytetu w Lublinie. Był początkowo bardzo krytykowany, ale ostatecznie okazało się, że jego podejście jest nie tylko poprawne, ale ewangelizacyjnie bardzo skuteczne w epoce powszechnej emancypacji seksualnej.
Zdaniem Michaela Waldsteina, badacza myśli Jana Pawła II, filozofia seksu i teologia ciała wyłożona w książce Miłość i odpowiedzialność stanowi przewrót kopernikański w filozofii .